# Øystein Ore
Øystein Ore   (Christiania i Oslo, 7 d'octubre de 1899 - Bærum, 13 d'agost de 1968) va ser un matemàtic noruec.

## Vida i Obra
Ore va néixer a Oslo (quan encara era anomenada Kristiania) i va ser escolaritzat a l'escola catedralícia de la ciutat fins al 1918. A continuació va estudiar matemàtiques a la universitat d'Oslo en la qual es va graduar el 1922 i va obtenir el doctorat el 1924, després d'unes estances a les universitats de Göttingen i París. Va ser professor de la universitat d'Oslo fins al 1927 en que, a instàncies de James Pierpont, va ser nomenat professor de la universitat Yale. El 1931 va ser nomenat Sterling Professor (el grau més alt entre els professors de Yale), càrrec que va mantenir fins a la seva jubilació el 1968. Va morir sobtadament l'estiu d'aquest mateix any, quan estava a la seva terra natal per donar unes conferències a Oslo.
Durant la Segona Guerra Mundial va col·laborar activament amb les organitzacions anti-nazis American Relief for Norway i Fritt Norge (de la qual va ser cofundador). Per aquestes activitats va ser guardonat cavaller de l'Orde de Sant Olaf.
El camp de recerca principal d'Ore va ser l'àlgebra, però també va publicar alguns treballs de topologia i de teoria de grafs, així com dues conegudes biografies: la de Girolamo Cardano (1954) i la de Niels Abel (1957). En teoria de grafs, va enunciar el 1960 el teorema que porta el seu nom, que estableix les condicions necessàries i suficients per a que un graf sigui hamiltonià. En el camp de l'àlgebra va ser dels primers en parlar de l'estructura del polinomis i, juntament amb Garrett Birkhoff, va re-elaborar tota la teoria de reticles. També va publicar un llibre històric sobre la teoria de nombres (1948).